# Kavalleriofficeren
Kavalleriofficeren (franska: Officier de chasseurs à cheval de la garde impériale chargeant) är en oljemålning av den franske konstnären Théodore Géricault. Den målades omkring 1812 och ingår i samlingarna på Louvren i Paris sedan 1851. 
Géricault var jämte Eugène Delacroix den franska högromantikens främste företrädare. Kavalleriofficeren är Géricaults första mästerverk; han var bara 20 år när den ställdes ut på Salongen i Paris 1812. Där väckte hans porträtt, som föreställer en ryttare i det kejserliga gardet, uppmärksamhet på grund av dess patos, häftiga penselföring och barockinspirerade komposition med drag av Peter Paul Rubens Sankt Georg och draken. Till sitt motiv påminner målningen också om Jacques-Louis Davids Napoleon korsar Alperna. Men till skillnad från Davids idealiserande och strama nyklassicistiska stil innehåller Géricaults målning mer dramatisk med sin diagonala struktur och kraftfulla penselföring.  
Konstverket ställdes åter ut på salongen 1814 och köptes då av prins (sedermera kung) Ludvig Filip. Géricault följde upp Kavalleriofficeren med Sårad kyrassiär som också ställdes ut på salongen 1814. De två målningarna, framfödda ur Napoleonkrigens händelser, visar triumf och nederlag utan idealisering. Géricault var själv en hängiven ryttare och hästar är ett centralt tema i hans konst. Han avled 1824 i sviterna efter en ridolycka.

## Bilder

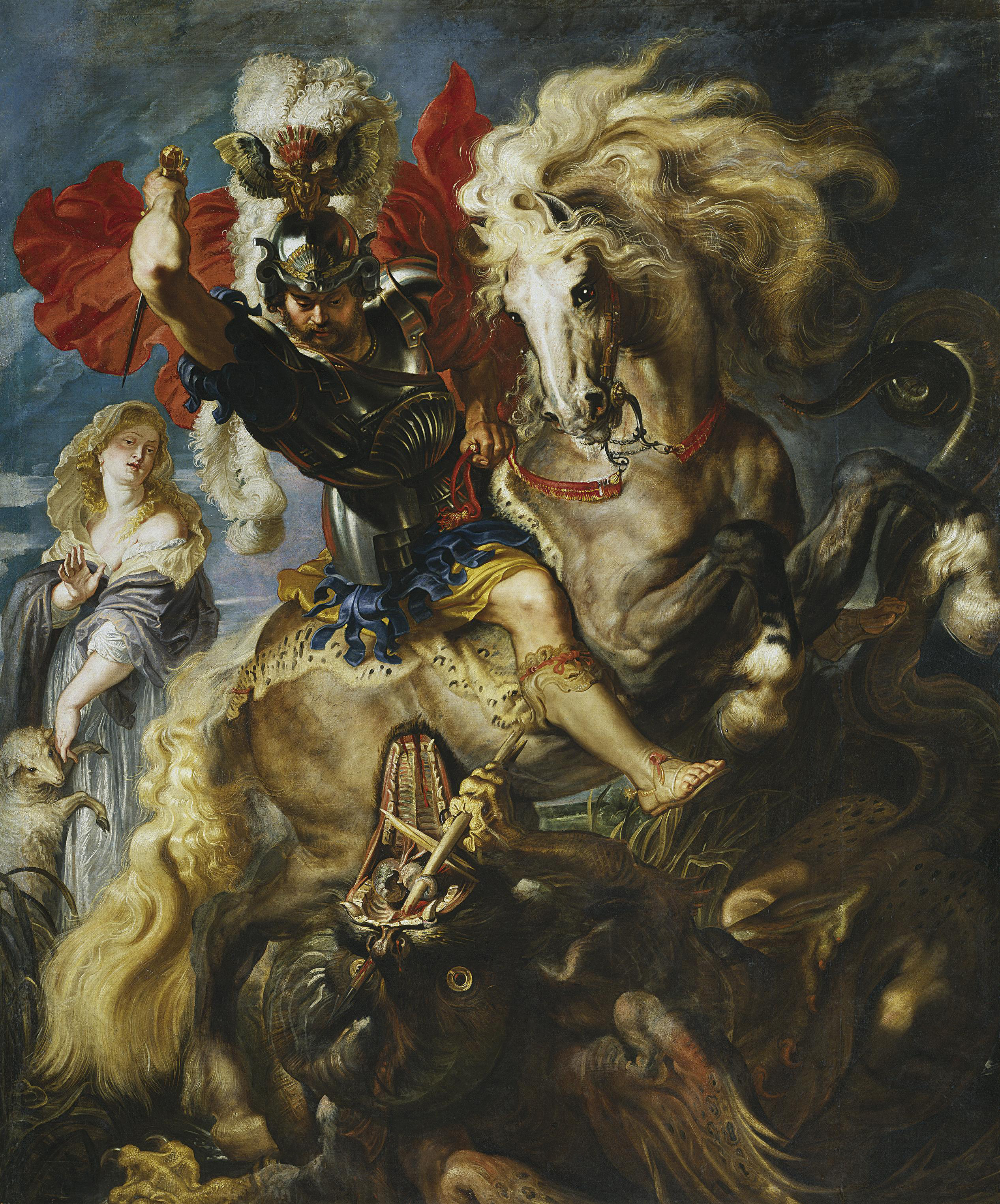
Peter Paul Rubens Sankt Georg och draken 1606–1608, Pradomuseet.
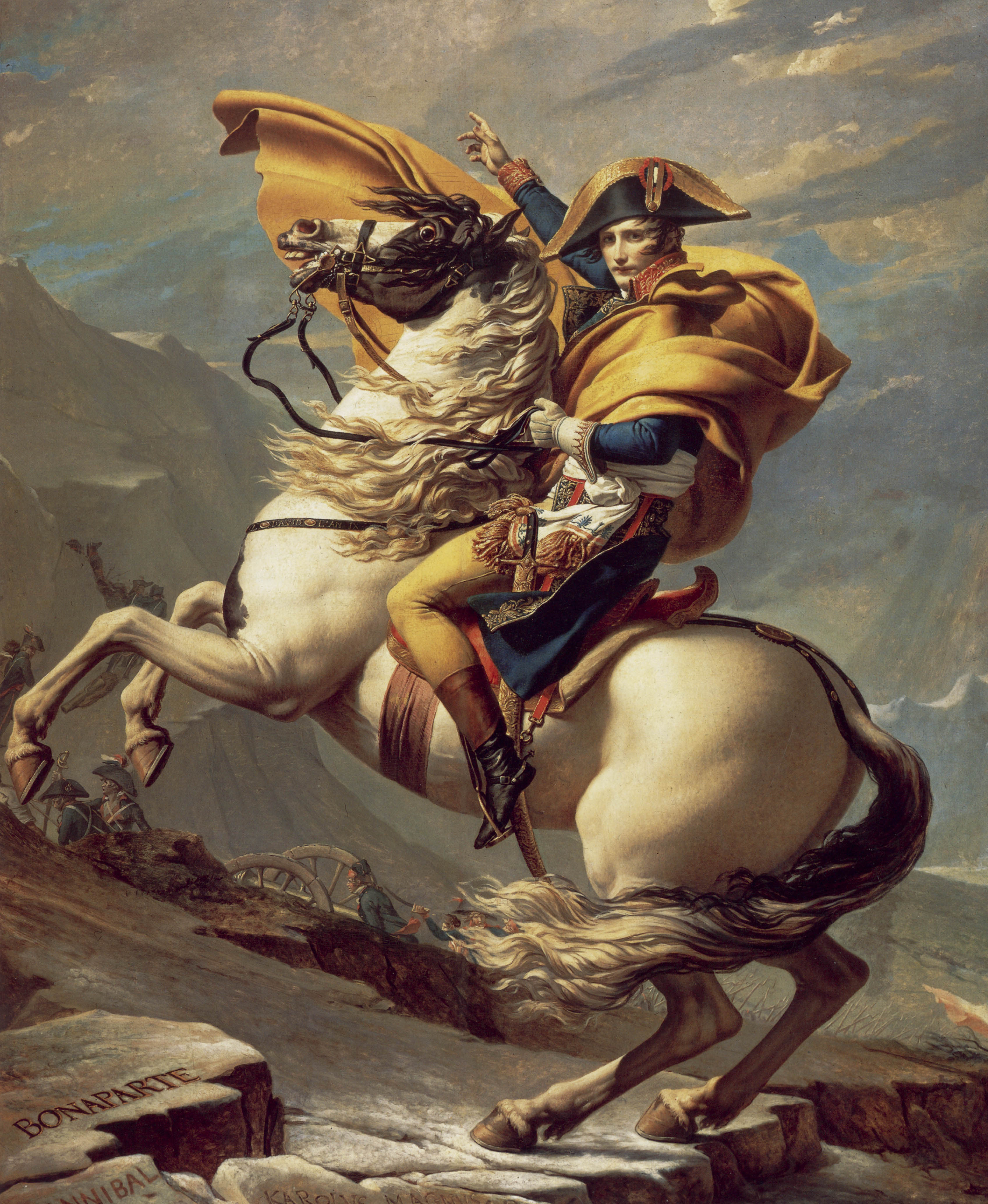
Jacques-Louis Davids Napoleon korsar Alperna 1800, Château de Malmaison.
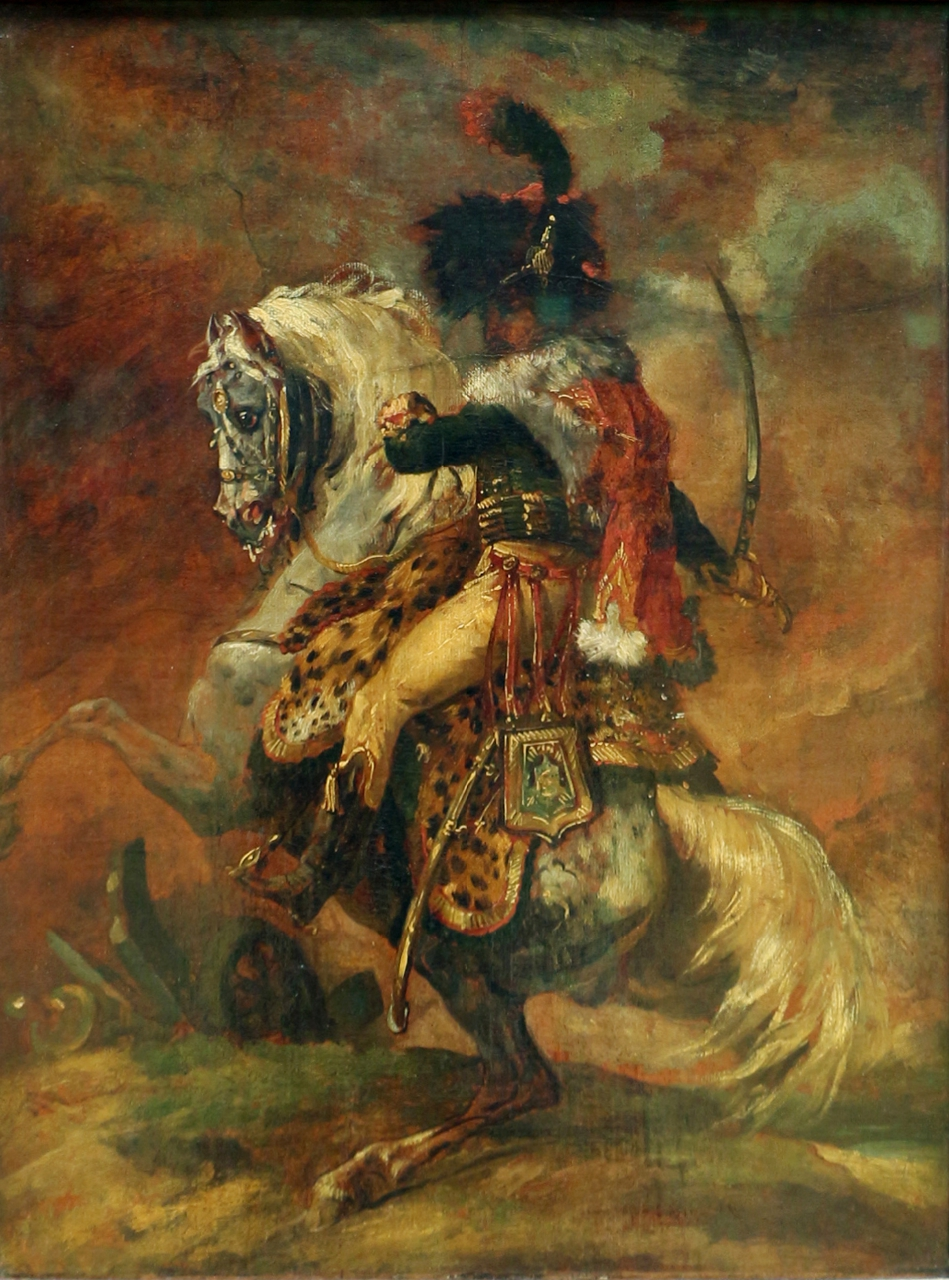
Skiss av Géricault från 1811–1812, Louvren.
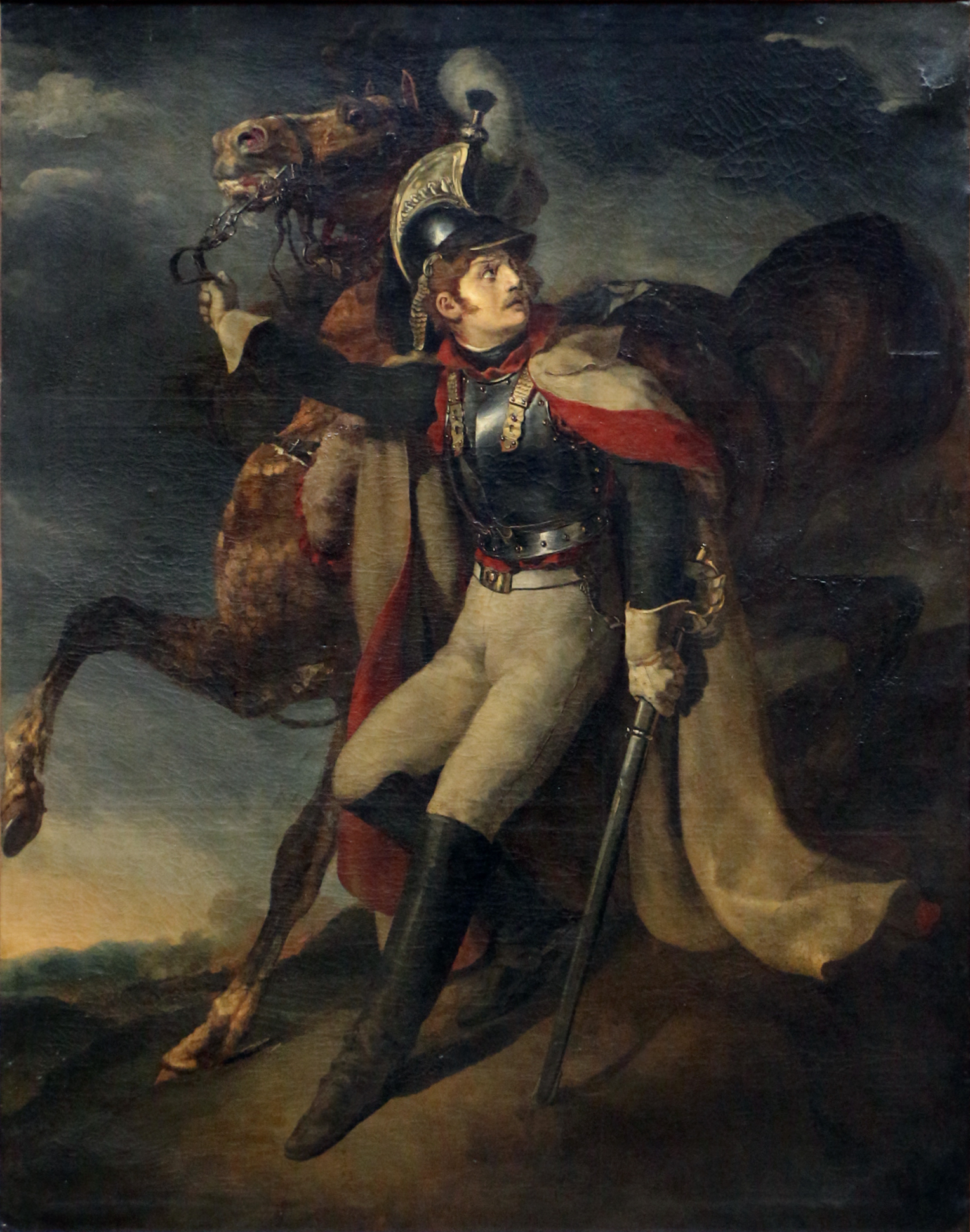
Géricaults Sårad kyrassiär (1814), Louvren.